# 裂葉雙蓋蕨
裂葉雙蓋蕨（学名：Diplazium lobatum）为蹄蓋蕨科雙蓋蕨屬下的一个种。

## 扩展阅读
- 維基物種上的相關：裂葉雙蓋蕨